# Dublin Area Rapid Transit

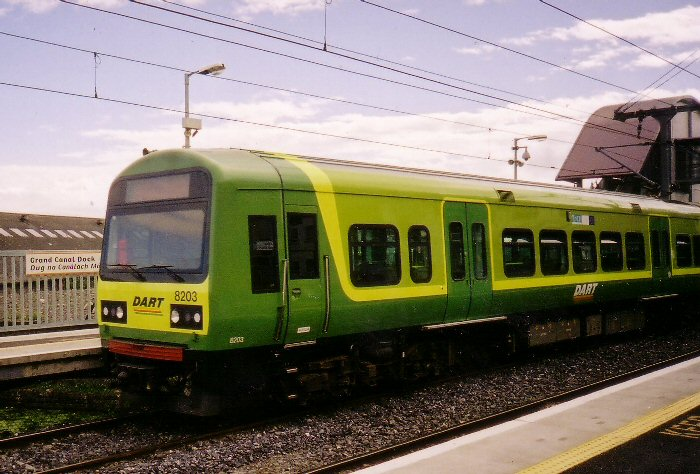
Un tren DART

Dublin Area Rapid Transit (Transport Rapid în Zona Dublinului), sau DART, este un sistem de căi ferate suburbane electrice în Dublin, Irlanda, mergând în principal pe coasta de est a Irlandei în zona Dublin și comitatele adiacente. Rețeaua are doar o linie, relativ lungă, care se bifurcă în două linii în nord. Sistemul DART este administrat de Iarnród Éireann (Căile Ferate Irlandeze). La lansarea sa în 1984, a fost furnizat de Coras Iompair Éireann, a cărei Iarnród Éireann este acum o filială. Parte din linia DART, în centrul orașului Dublin, a fost printre primile căi ferate în Irlanda, deschizându-se în 1834.

## Dezvoltare

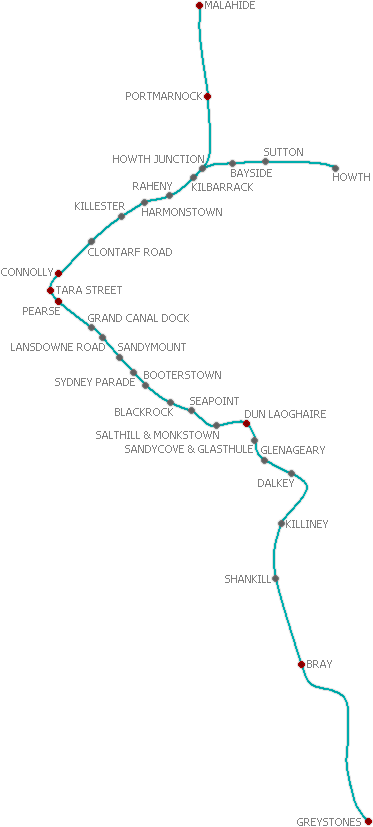
Harta reţelei DART

Serviciul original de DART, lansat în 1984, mergea de la Howth, un sat pescar în nordul orașului Dublin, prin centrul orașului Dublin, incluzând Gara Connolly, prin suburbia portuară de Dún Laoghaire și până la capătul de linie la Bray. Aceasta a rămas ruta fixă pentru 15 ani, când electrificarea a fost extinsă până la Greystones în sud, o stație de la Bray. În același timp, linia a fost bifurcată la Howth Junction, secția originală continuând până la Howth și o secție nouă mergând până la Malahide (vezi hartă).